# ジル・ジョーンズ
ジル・ジョーンズ（Jill Jones、1962年7月11日 - ）は、1980年代にティーナ・マリーやプリンスのバッキング・ボーカルも務めた、アメリカ合衆国の歌手、ソングライター。

## 経歴
ジョーンズは、1962年7月11日にオハイオ州で生まれた。母親は、アフリカ系アメリカ人とインディアンの血を引くファッションモデルで、父親はイタリア人のジャズ・ドラマーであった。ジョーンズは、ほとんど祖父母の手で育てられたが、母親の再婚の際に、一緒にロサンゼルスへ移り住んだ。ジョーンズは15歳から、従姉にあたり、また母親がそのマネージャーであったティーナ・マリーのバッキング・ボーカルとして歌い始めた。
近年では、ジョーンズはリベラルな主張の熱心な支持者である。彼女は自身のファン・ページをMyspaceやFacebookに設けている。
彼女の初期の経歴で特に注目されるのは、1980年代から1990年代にかけてのプリンスとの様々な共演などであり、その中には彼女の名義でソロ・デビュー作としてリリースされた共演作も含まれている。
ジョーンズは、2001年以降にも、アコースティックなものやダンスものなどのアルバムをリリースしている。

## 初期の音楽活動
ジョーンズがプリンスに出会ったのは、プリンスの「ダーティ・マインド」ツアーで、ティーナ・マリーが前座を務めた際のことで、ジョーンズは当時18歳だった。プリンスは彼女の声を気に入り、歌い続けるよう励まし、その後もジョーンズとの連絡を取り続けた。やがて1982年に、プリンスはジョーンズをサンセット・サウンドの録音スタジオに招き、アルバム『1999』の中の数曲で、彼女はバッキング・ボーカルとして録音に参加した。このとき彼女は、イニシャルの「J.J.」としてクレジットされた。彼女はまた、「1999」や「Little Red Corvette」のミュージック・ビデオに登場し、お蔵入りとなった「Automatic」のビデオにも出演して、プリンスの「1999」ツアーでは、プリンスがサイド・プロジェクトとして手がけていたヴァニティ6 (Vanity 6) とともに、バッキング・ボーカルを務めた。このツアーの後、ジョーンズはミネアポリスに移り住み、プリンスと付いたり離れたりを繰り返すガールフレンドとなった。映画『プリンス/パープル・レイン』（1984年）では、端役のウェイトレスを演じ、続いて『グラフィティ・ブリッジ』では、単なるカメオ出演以上の役を演じ、プリンスとの場面では、彼とのいざこざを止めるために、下着をとってしまうというシーンがある。
ジョーンズのソロ・デビュー・アルバムは、セルフタイトルで『ジル・ジョーンズ』（1987年）と題され、プリンスのレコード会社であるペイズリー・パーク・レコード (Paisley Park Records) からリリースされた。プリンスは、曲をジョーンズと共作した共作者としてクレジットされているが、実際には彼がすべての曲を書いた。リリース後、このアルバムは批評家たちから好意的な評価を得たが、商業的には成功しなかった。2007年の時点で、このアルバムは長く廃盤となっている。
2枚目のアルバムのためにペイズリー・パークでは数曲のデモが制作され、「Boom Boom」のためには、ビデオ撮影も行われたが、このアルバムは結局実現しなかった。1993年には、ジョーンズはフライング・レコード(Flying Records) から、ダンス・シングル「Bald」をリリースした。
ジョーンズはアポロニア6のバッキング・ボーカルも務め、プリンスが書いたシングル「G-Spot」のレコーディングにも参加した。また、ジョーンズは日本のアーティスト坂本龍一のアルバム『ビューティ』からのシングル「ユー・ドゥ・ミー」でリード・ボーカルを務め、ジョルジオ・モロダーのトリビュート・アルバムにブロンディの「Call Me」を寄せた。さらにジョーンズは、リサ・リサのために「The Great Pretender」を書いて共同プロデュースに加わり、1995年にはロンドン・レコードでベイビー・マザー (Baby Mother) というバンドのリード・ボカルとしてアルバムを吹き込んだが、これはお蔵入りとなってリリースされなかった。1996年、ジョーンズは、リード・ボーカルのひとりとしてナイル・ロジャースとバーナード・エドワーズ (Bernard Edwards) を含むシックとしてのツアーに参加したが、日本武道館での公演直後にエドワーズは急死してしまった。その最後のライブを収めた『ライヴ・イン・ジャパン - トリビュート・トゥ・バーナード・エドワーズ』 (Live At The Budokan)（1999年）では、ジョーンズの歌声を聴くことができる。
プリンスのシングル「Raspberry Beret」（1985年）の（米国盤の）B面に収められた曲「She's Always In My Hair」は、ジョーンズについて書かれたものである。
ジョーンズの最初のアルバムは、プリンスの制作支援を受けたものであったが、プリンスは全く関わっていない2枚目のアルバムは、よりポップ・ロック指向になった。2001年以降、ジョーンズは、エッジの効いたモダンなダンス・トラックばかりでなく、アコースティックなロックの演奏にもふさわしいことを証明してきている。
ジョーンズはまた、お蔵入りとなったヴァニティ6の未発表曲「Vibrator」にも登場している。この曲でジョーンズは、ヴァニティがバイブレータの電池を求めて百貨店へ行くという設定のスキットに声の出演をしており、これにはプリンスも登場する。

## ソロ活動
かつてペイズリー・パークの写真家をつとめていた親友デヴィッド・ホンル (David Honl) の支援を受け、ジョーンズは2001年にクリス・ブルース (Chris Bruce) の伴奏によるアルバム『Two』をリリースした。
2004年には、ザ・グランド・ロイヤルズ・フィーチャリング・ジル・ジョーンズ (The Grand Royals feat. Jill Jones) 名義のアルバム『Wasted』でリード・ボーカルを務めた。
2008年、ニューヨークで行なわれていたジェレミー・グロフ (Jeremy Gloff) のパフォーマンスのステージに、ジル・ジョーンズが飛び入りで登場し、ジェレミーがカバーしていた彼女の曲「So Much in Love」を一緒に歌った。2009年4月28日、ジョーンズは「Living for the Weekend」を Peace Bisquit レーベルからリリースした。『Wasted』も『Two』も廃盤となっているが、いずれのアルバムも『Living for the Weekend』ともども iTunes Store で見つけられる。

## ディスコグラフィ

### アルバム
- 『ジル・ジョーンズ』 - Jill Jones (1987年、Paisley Park)
- Two (2001年、Dav Music) ※with クリス・ブルース
- Wasted (2004年、Peace Bisquit) ※The Grand Royals Ft. Jill Jones名義
- Living for the Weekend (2009年、Peace Bisquit)
- I Am (2016年、Peace Bisquit)

### シングル
- "Mia Bocca" b/w "77 Bleeker St." (1987年、Paisley Park)
- "G-Spot" b/w "Baby Cries (Ay Yah)" (1987年、 Paisley Park)
- "For Love" (1987年、Paisley Park)
- "Bald" (1993年、Flying Records)
- "Station" (2001年、Dav)
- "Someone To Jump Up" (2008年)